# Anastrepha lambda
Anastrepha lambda är en tvåvingeart som beskrevs av Friedrich Georg Hendel 1914. Anastrepha lambda ingår i släktet Anastrepha och familjen borrflugor.
Artens utbredningsområde är Peru. Inga underarter finns listade i Catalogue of Life.